# An-Nas
An-Nas (Gli Uomini) è la centoquattordicesima e ultima Sura del Corano, una sura meccana composta da 6 versetti. È una delle sura più brevi del Corano e tratta della ricerca di rifugio in Dio contro il male e le insidie dei demoni.

## Contenuto
- Supplica di Protezione: La sura inizia con una supplica rivolta a Dio, chiedendo protezione contro il male e le influenze negative degli uomini e dei demoni.
- Descrizione dei Demonio: Viene descritto il male e l'inganno dei demoni, che tentano di influenzare gli uomini verso il male.
- Ricerca di Rifugio in Dio: Viene esortato a cercare rifugio in Dio, il Re degli Uomini, per ottenere protezione contro il male e le influenze negative.

## Analisi
La Sura An-Nas è significativa perché offre una supplica di protezione contro il male e le influenze negative degli uomini e dei demoni, invitando i credenti a cercare rifugio in Dio per ottenere sicurezza e protezione. Essa sottolinea l'importanza della fede e della preghiera nella protezione contro il male e invita i credenti a essere consapevoli delle insidie nascoste e a proteggersi attraverso la ricerca di rifugio in Dio. Inoltre, la sura è spesso recitata come parte delle preghiere quotidiane dei musulmani, sottolineando la sua importanza nel cercare protezione e sicurezza spirituale.